# Raimundo Gonçalves Figueiredo
Raimundo Gonçalves Figueiredo (Curvelo, 2 de março de 1939 — Recife, 27 de abril de 1971) foi um militante político brasileiro, pertencente à Ação Popular (AP) e, depois, à Vanguarda Armada Revolucionária Palmares (VAR-Palmares). Foi casado com Maria Regina Lobo Leite Figueiredo, também militante política e morta em 1972 pela repressão, e o casal tinha duas filhas, na época de seu desaparecimento com dois e três anos.
Raimundo chegou a ser apontado como um dos executores do Atentado ao Aeroporto de Guararapes, em julho de 1966, quando, na ocasião de uma visita do então presidente militar Artur da Costa e Silva, uma bomba explodiu no saguão do Aeroporto Internacional do Recife, matando duas pessoas e ferindo outras treze. Sua participação nesse atentado, embora declarada por um dirigente da AP já falecido, não foi comprovada.
Como era perseguido pela Ditadura, trocou de nome e cidade em algumas oportunidades, sendo conhecido também como José Francisco Severo Ferreira ou Francisco José Moura. Este fato atrapalhou no reconhecimento de seus documentos, dificultando sua identificação. Além disso, há também controvérsias em seu desaparecimento e morte, com duas versões diferentes de depoimento do momento em que foi atingido por arma de fogo e, posteriormente, morto. Seus restos mortais ainda não foram encontrados.
É um dos casos investigados pela Comissão da Verdade, que apura mortes e desaparecimentos na ditadura militar brasileira.

## Vida pessoal e início na política
Raimundo Gonçalves Figueiredo, ou Chico, como era conhecido, foi formado pela Escola Técnica de Comércio, atualmente Escola Estadual Maurilo de Jesus Peixoto, em Sete Lagoas, em Contabilidade, no ano de 1958. Depois, ingressou no Banco Agrícola na mesma cidade e já nesta época mostrava-se ativo politicamente.
Seu envolvimento político começou com a Juventude Operária Católica (JOC) e, na tentativa de criar um sindicato dentro da instituição onde trabalhava, acabou sendo transferido para Belo Horizonte e depois rapidamente demitido, considerado um agitador. Na capital mineira, continuou com seu ativismo político, participando de mobilizações estudantis e mutirões em favelas, quando iniciou sua militância na Ação Popular (AP).
Com o Golpe Militar de 1964, sentiu-se ameaçado e começou a mudar-se constantemente com a finalidade de proteger seus pais, Ana Gonçalves de Figueiredo e Francisco Gonçalves, e sua irmã, Maria Luiza, que passaram a ser constantemente interrogados pelos militares. Em uma de suas mudanças, para São Luís, no Maranhão (1966), conheceu sua mulher, Maria Regina Lobo, com a qual se casou naquele mesmo ano. Deste matrimônio, nasceram duas meninas, Isabel Lobo Figueiredo, em 12 de junho de 1967, e Iara Lobo Figueiredo, em 11 de junho de 1968.
Em 1966, foi afastado da Ação Popular por não estar nas mesmas diretrizes de operação da direção nacional. Segundo um antigo dirigente, ele teria participado, com outros companheiros de organização, do Atentado do Aeroporto de Guararapes, em Recife, que tinha como alvo o general Artur Costa e Silva, então ministro do Exército. Na ação, houve duas vítimas fatais. Apesar de sua ligação com o fato, nunca foi comprovada sua participação no atentado.
Depois de sua saída, foi para a Ala Vermelha, uma divisão do Partido Comunista do Brasil (PCdoB), e, depois, acabou ingressando na Vanguarda Armada Revolucionária-Palmares (VAR-Palmares).

## Circunstâncias do desaparecimento e morte
Segundo documentos apresentados pela Comissão Nacional da Verdade, entre outubro e novembro de 1968, Raimundo Gonçalves de Figueiredo teria sido torturado durante 17 dias no DOPS do Rio de Janeiro, mas acabou solto por meio de um habeas corpus. Foi neste momento que, mudando para o Recife, adotou outras identidades, como os nomes José de Moura e José Francisco Severo Ferreira.
Em 1971, o Departamento de Ordem Política e Social de Pernambuco (DOPS/PE) foi alertado pelo Serviço Nacional de Informações de que militares da VAR-Palmeiras e do Partido Comunista Brasileiro Revolucionário (PCBR) estavam atuando politicamente na região do Recife, sendo as regiões de Maria Farinha e Janga as principais localidades. Ali, prisões foram realizadas. Raimundo, sob o nome de Francisco José de Moura, tinha um mandado de prisão expedido pela Auditoria Militar.
Em 27 de abril de 1971, agentes do DOPS estouraram uma ação contra uma residência no Alto da Balança, na região de Sucupira, em Jaboatão do Guararapes, cuja proprietária era Áurea Bezerra. Além dela e de seus dois filhos menores, estavam Arlindo Felipe da Silva, que também tinha um mandado de prisão expedido, e Raimundo Gonçalves de Figueiredo, ambos integrantes da VAR-Palmares.
Neste momento, começam as divergências em relação ao que aconteceu. São duas versões, a do policial Cícero Albuquerque, que comandou a operação, e Arlindo Felipe da Silva, que foi pego junto de Raimundo nesta ação da polícia. O policial relatou que eles receberam um gráfico no qual havia uma casa, onde deveria ser realizada uma busca. Porém, já em direção à residência, mal teriam se aproximado e alguns cachorros começaram a latir, alertando sobre a chegada da equipe e, com isso, eles foram recebidos com tiros de arma de fogo. Tentando não ser atingido, Cícero Albuquerque acabou caindo em um fosso, lesionando o tórax, enquanto outro colega policial acabou atingido na mão. Diante disso, eles teriam optado por revidar aos disparos e, por fim, realizando as prisões de Áurea, Arlindo e Raimundo.
Ainda segundo depoimento do policial responsável pela ação, foram apreendidas duas armas Taurus calibre 38. Uma delas teria sido apanhada ao lado de um corpo ferido, que tinha junto de si um exemplar do jornal Ligas, "reconhecidamente subversivo", conforme relato. No caminho ao Pronto Socorro para o atendimento, o policial teria verificado que a pessoa, no caso Raimundo, já estava morto.
No depoimento de Cícero Albuquerque, ele teria levado o corpo ao Delegado de Plantão na ocasião, o qual, vasculhando os bolsos, teria encontrado uma cédula de identidade, sob o número 943.391, pertencente a José Severo Ferreira, reconhecido por ele como um documento falsificado (por conta da assinatura, que não seria oficial). Ele ainda concluiu que, inicialmente, na ação de apreensão na residência de Áurea Bezerra, solicitaram que pusessem as mãos para cima, mas foram recebidos por balas e, por isso, revidaram, acertando Raimundo, que portava documento falsificado em seu bolso.
Por outro lado, Arlindo Felipe da Silva deu outra versão do episódio. Em depoimento à Comissão Especial de Mortos e Desaparecidos Políticos (CEMDP), em fevereiro de 1996, declarou que, à época, atuava junto de Raimundo na VAR-Palmeiras, conhecendo-o apenas por Chico. Eles estavam na casa de Áurea Bezerra, juntamente com os dois filhos menores da mulher, quando os policiais, que eram muitos e estavam todos encapuzados e de capa preta, chegaram atirando para todos os lados. Segundo Arlindo, havia todos os tipos de armas, como metralhadoras e revólveres, e que um dos tiros atingiu um dos braços do filho de Áurea. Neste momento, os militares teriam gritado "saiam todos de mão na cabeça, estão todos presos".
Ainda segundo o relato, Áurea teria tentado fugir e, portanto, foi presa, enquanto os policiais começaram a dar rajadas de metralhadoras, sendo que uma das balas atingiu Raimundo, que caiu de joelhos. Arlindo continuou o depoimento, confirmando que muitas vezes Chico teria pedido calma e alertando que, no local, havia crianças. No entanto, somente muito tempo depois os tiros foram cessados, quando os policiais teriam partido para o diálogo, sempre com as armas empunhadas. Então, Arlindo teria saído com as crianças, enquanto Raimundo, que estava ferido na sala, foi encapuzado e colocado dentro de um carro, levado preso. Neste momento, Arlindo depõe que os dois foram separados: enquanto ele e Áurea foram levados a um local e torturados, junto do filho maior da mulher, Raimundo foi encaminhado a outro local, ao que Arlindo acreditou ser um hospital, já que Raimundo havia levado um tiro e estava ferido.
Porém, ainda segundo depoimento prestado, o homem afirmou que só foi saber da morte do colega após dois meses e 18 dias do ocorrido, já que estava incomunicável. Ele chegou à Casa de Detenção do Recife e soube por outros presos que a versão passada pela polícia foi de que Raimundo teria sido morto em tiroteio reagindo à prisão, versão que foi desmentida por Arlindo neste depoimento à CEMDP.
O laudo necroscópico foi assinado por Antônio Victoriano da Costa e Nivaldo José Ribeiro. No documento, eles atestam que José Francisco Severo morreu em 28 de abril de 1971 em decorrência de hemorragia interna, decorrente de transfixante de tórax por projétil de arma de fogo, havendo outros ferimentos à bala pelo corpo. Ele teria sido enterrado no cemitério de Santo Amaro. A identidade de José Francisco foi confirmada como sendo de Raimundo em exame de digitais realizado em julho do mesmo ano, sendo que havia, ainda, um mandado de prisão em nome de Francisco José de Moura (um dos nomes de Raimundo) expedido em agosto de 1971. No pedido, o Conselho Permanente da Justiça do Exército condena Francisco a dois anos e meio de reclusão e dez anos de suspensão de direitos políticos. Diante desse episódio, a Comissão Nacional da Verdade acredita ter havido um assassinato premeditado e não uma busca e apreensão na residência, que resultou em tiroteio e, posteriormente, morte.
No dia 1º de julho de 1971, o Diário de Pernambuco noticiou "sobre o desbaratamento de três aparelhos da VAR-Palmares e a prisão de 15 terroristas, além da morte do perigoso líder do terror no Nordeste, Francisco José Severo Ferreira, um dos autores do atentado ocorrido no Aeroporto de Guararapes, em julho de 1966".

## Comissão Nacional da Verdade
Diante das investigações realizadas pela CNV por meio da ficha datiloscópica de Raimundo, concluiu-se que a morte foi "em decorrência de ação perpetrada por agentes do Estado brasileiro, em contexto de sistemáticas violações de direitos humanos promovidas pela ditadura militar", refutando a hipótese de que ele teria iniciado um tiroteio por resistência à prisão.
A Comissão também buscou evidenciar a "dinâmica de contrainformação do Estado, com o objetivo de encobrir a verdade e esconder as circunstâncias do desaparecimento e ocultação dos restos mortais". A CNV localizou a ficha datiloscópica de Raimundo, vinda do acervo do DOPS, no Rio de Janeiro, com a informação de que ele morreu no Recife, sendo o último registro realizado em 25 de agosto de 1971. Os restos mortais de Raimundo ainda não foram localizados.

O nome de Raimundo Gonçalves de Figueiredo consta no Dossiê ditadura: mortos e desaparecidos políticos no Brasil (1964-1985), organizado pela Comissão de Familiares de Mortos e Desaparecidos Políticos. Em sua homenagem, uma rua no bairro da Lagoa, em Belo Horizonte (MG), recebeu seu nome.